# إدوارد وادزورث جونز
إدوارد وادزورث جونز (بالإنجليزية: Edward Wadsworth Jones)‏ هو  وسياسي أمريكي، ولد في 1840، وتوفي في 1934.